# Сюзанна Б'янкетті
Сюзанна Бьянкетті (фр. Suzanne Bianchetti; 24 лютого 1889, Париж — 17 жовтня 1936, там же) — одна з перших французьких кіноактрис, зірка німого кіно.

## Життєпис
Вперше на кіноекрані з'явилася в 1900 році і відразу ж завоювала любов і популярність у публіки. Регулярно стала зніматися з 1917 року. Знялася в близько 40 фільмах. Серед найбільш відомих ролей, зіграних С. Бьянкетті — роль Марії-Антуанетти у фільмі «Наполеон» (1927), Катерини II у фільмі «Каліостро», у фільмі «Казанова» разом зі знаменитим Іваном Мозжухіним і ін.

## Вибрана фільмографія
| Рік  |   | Українська назва           | Оригінальна назва          | Роль             |
| ---- | - | -------------------------- | -------------------------- | ---------------- |
| 1922 | ф | Les Mystères de Paris      | Les Mystères de Paris      |                  |
| 1924 | ф | Madame Sans-Gene           | Madame Sans-Gene           |                  |
| 1927 | ф | Наполеон                   | Napoléon                   | Марія-Антуанетта |
| 1927 | ф | The Loves of Casanova      | The Loves of Casanova      |                  |
| 1928 | ф | Verdun: Visions of History | Verdun: Visions of History |                  |
| 1929 | ф | Cagliostro                 | Cagliostro                 |                  |
| 1929 | ф | Kiss Me                    | Kiss Me                    |                  |
| 1930 | ф | The King of Paris          | The King of Paris          |                  |
| 1932 | ф | Imperial Violets           | Imperial Violets           |                  |
| 1936 | ф | L'Appel du silence         | L'Appel du silence         |                  |